# Chuột (máy tính)

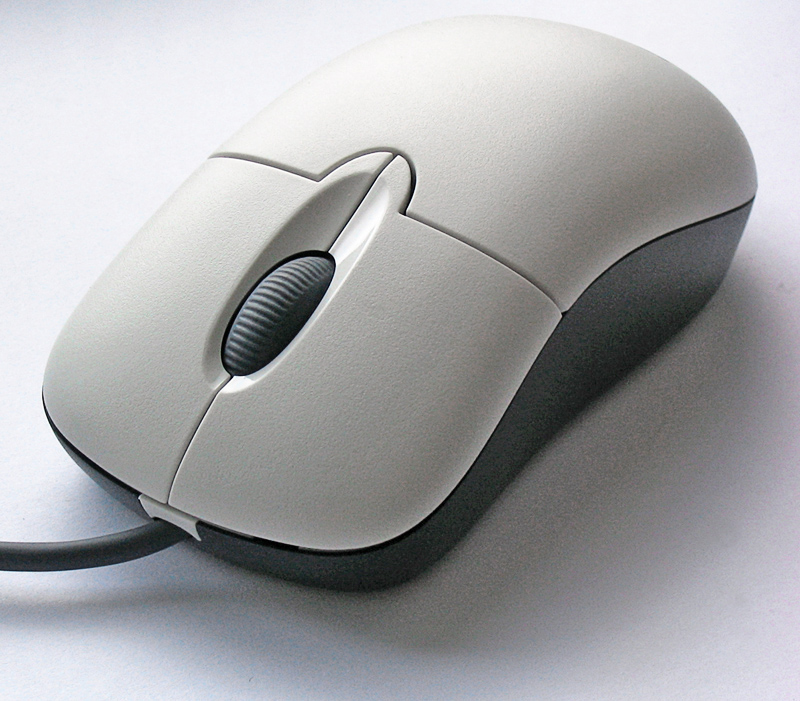
Chuột máy tính có các đặc điểm phổ biến nhất: hai nút (trái và phải) và một bánh xe cuộn (cũng có chức năng như một nút)

Chuột máy tính (tiếng Anh: computer mouse) là một thiết bị ngoại vi của máy tính dùng để điều khiển và làm việc với máy tính.
Để sử dụng chuột máy tính nhất thiết phải sử dụng màn hình máy tính để quan sát toạ độ và thao tác di chuyển của chuột trên màn hình.

## Tên gọi
Việc sử dụng từ chuột với định nghĩa là một thiết bị điều khiển máy tính sớm nhất là trong một cuốn sách được xuất bản vào năm 1965: Giới thiệu thiết bị hỗ trợ điều khiển máy tính của Bill English. Người phát minh ra nó, Douglas Engelbart, sử dụng tên này để gọi phát minh của mình vì đuôi lòi ra của nó.
Cuốn từ điển Oxford có ghi rằng số nhiều của mouse (con chuột trong tiếng Anh) với định nghĩa là động vật thuộc bộ Gặm nhấm là mice, còn số nhiều của mouse với định nghĩa là thiết bị điều khiển máy tính là mice hoặc mouses. Tuy nhiên, trong sử dụng thường ngày thì người ta thường sử dụng từ số nhiều là mice để ám chỉ con chuột là một thiết bị điều khiển máy tính và vì vậy cách sử dụng thông dụng đầu tiên ám chỉ thiết bị này là mice (mặc dù vậy cuốn từ điển này trích dẫn một cách sử dụng năm 1984 khi đã có thực sự vài cách sử dụng như thế sớm hơn, ví dụ như cuốn Máy tính với vai trò là một thiết bị giao tiếp của J. C. R. Licklider, được xuất bản năm 1968). Còn cuốn Từ điển di sản Mỹ của tiếng Anh, phần 15 thì cho rằng số nhiều của thiết bị này có thể là mice hoặc mouses. Thế nhưng, theo tạp chí Wired, một trong những tạp chí đặt tiêu chuẩn của kỹ nghệ máy tính, thì số nhiều của chuột máy tính là mouses.

## Lịch sử phát triển

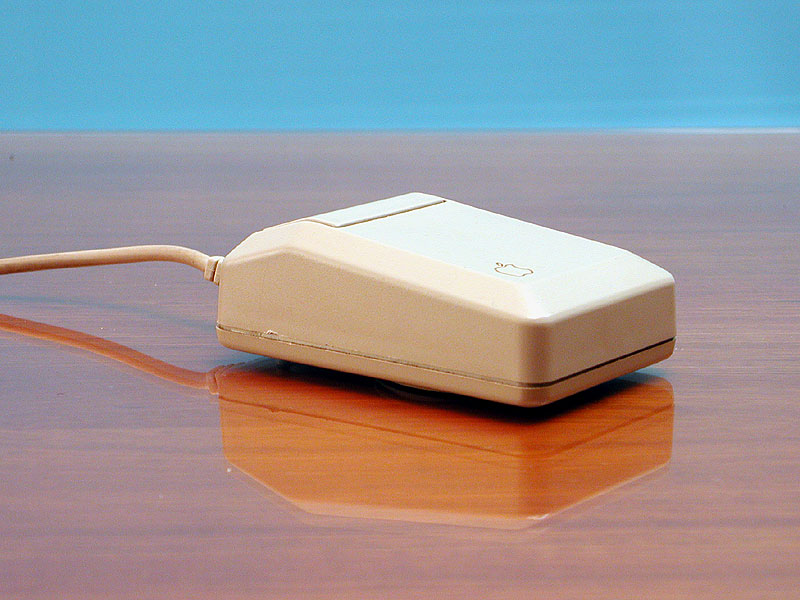
Chuột AppleMouse II dành cho các máy Mac thế hệ cũ

Thiết bị đầu tiên của chức năng của một con chuột máy tính là phát minh của Hải quân Hoàng gia Canada vào năm 1952. Thực tế, nó là quả bóng bowling được gắn trên phần cứng. Phần cứng của thiết bị sẽ ghi lại chuyển động của trackball rồi sau đó truyền thông tin lên màn hình. Vì đây thuộc phạm trù bí mật quân sự nên thiết kế kỹ thuật của nó chưa bao giờ được công bố. Thực tế, hoạt động của thiết bị này tương tự rất nhiều trackpad sau này.
Thiết bị đầu tiên được công nhận rộng rãi là chuột máy tính được Douglas Engelbart phát minh vào năm 1963. Nó sử dụng hai bánh xe để cung cấp dữ liệu theo hai trục, sau đó chuyển tải lên máy tính. Năm 1970, Bill English của Xerox PARC đã thay thế bánh xe cổ điển bằng một viên bi giúp cho chuột di chuyển tốt hơn và nhiều chiều hơn.
Tuy phát triển tương đối nhiều trong giai đoạn sau đó tuy nhiên, phải cho đến khi GUI ra đời vào năm 1981. Cùng với GUI, chuột mới phát huy được sức mạnh vượt trội của mình so với các thao tác bằng bàn phím và lệnh quen thuộc trước đó. Có thể nói, sự phát triển của cả hai nhân tố này gắn bó chặt chẽ với nhau và chúng đã tạo nên bộ mặt mới của giới công nghệ. Thực tế, chuột thương mại đầu tiên ra đời vào năm 1981, 2 năm sau đó, Lisa ra đời với chuột máy tính "một nút" mà Apple vẫn trung thành từ đó tới nay.
Năm 1984, Logitech cho ra mắt chuột không dây đầu tiên sử dụng sóng hồng ngoại. Đúng 20 năm sau đó, chuột laser ra đời và người phát minh cũng là Logitech. Ngoài ra, touchpad được giới thiệu trên các laptop trong những năm đầu của thập niên 90.

## Cổng giao tiếp
Chuột kết nối với bo mạch chủ qua: COM, PS/2, USB và kết nối không dây.

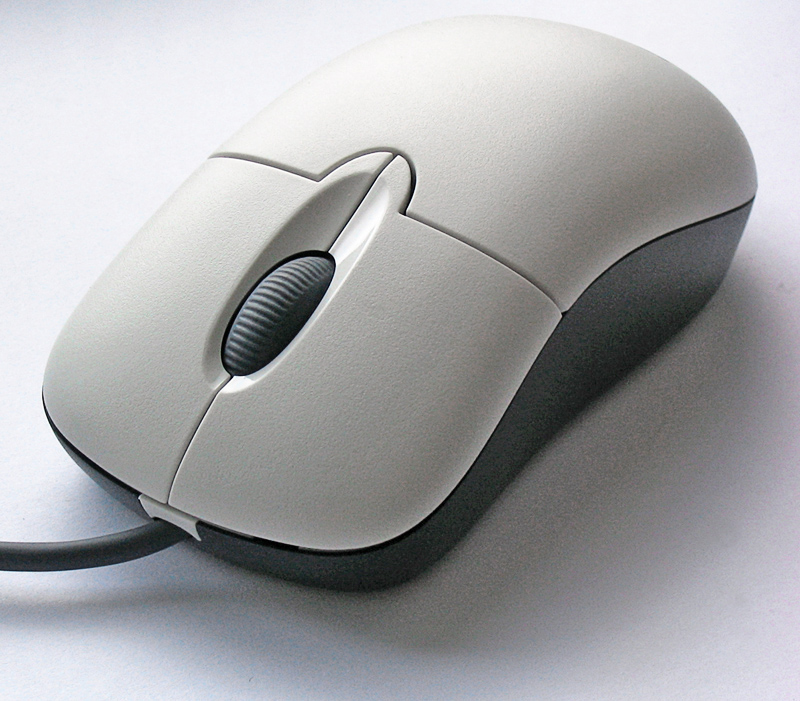
Chuột máy tính loại phổ biến: hai nút và một phím cuộn

## Các loại chuột máy tính
Chuột máy tính phân loại theo nguyên lý hoạt động có hai loại chính: Chuột bi và chuột quang.

### Chuột bi
Chuột bi là chuột sử dụng nguyên lý xác định chiều lăn của một viên bi khi thay đổi khi di chuyển chuột để xác định sự thay đổi toạ độ của con trỏ trên màn hình máy tính.
Cấu tạo và nguyên lý hoạt động của chuột bi có dây bao gồm:
- Viên bi được đặt tại đáy chuột, có khả năng tiếp xúc với bề mặt bằng phẳng nơi chuột tiếp xúc. Viên bi có thể lăn tự do theo các chiều khác nhau.
- Hai thanh lăn trong bố trí tiếp xúc với viên bi. Bất kỳ sự di chuyển của viên bi theo phương nào đều được quy đổi chuyển động theo hai phương và làm quay hai thanh lăn này. Tại các đầu thanh lăn có các đĩa đục lỗ đồng trục với thanh lăn dùng để xác định sự quay của thanh lăn.
- Hai bộ cảm biến ánh sáng (phát và thu) để xác định chiều quay, tốc độ quay tại các đĩa đục lỗ trên thanh lăn.
- Mạch phân tích và chuyển đổi tín hiệu. Dây dẫn và đầu cắm theo kiểu giao tiếp của chuột truyền kết quả điều khiển về máy tính.

### Chuột quang

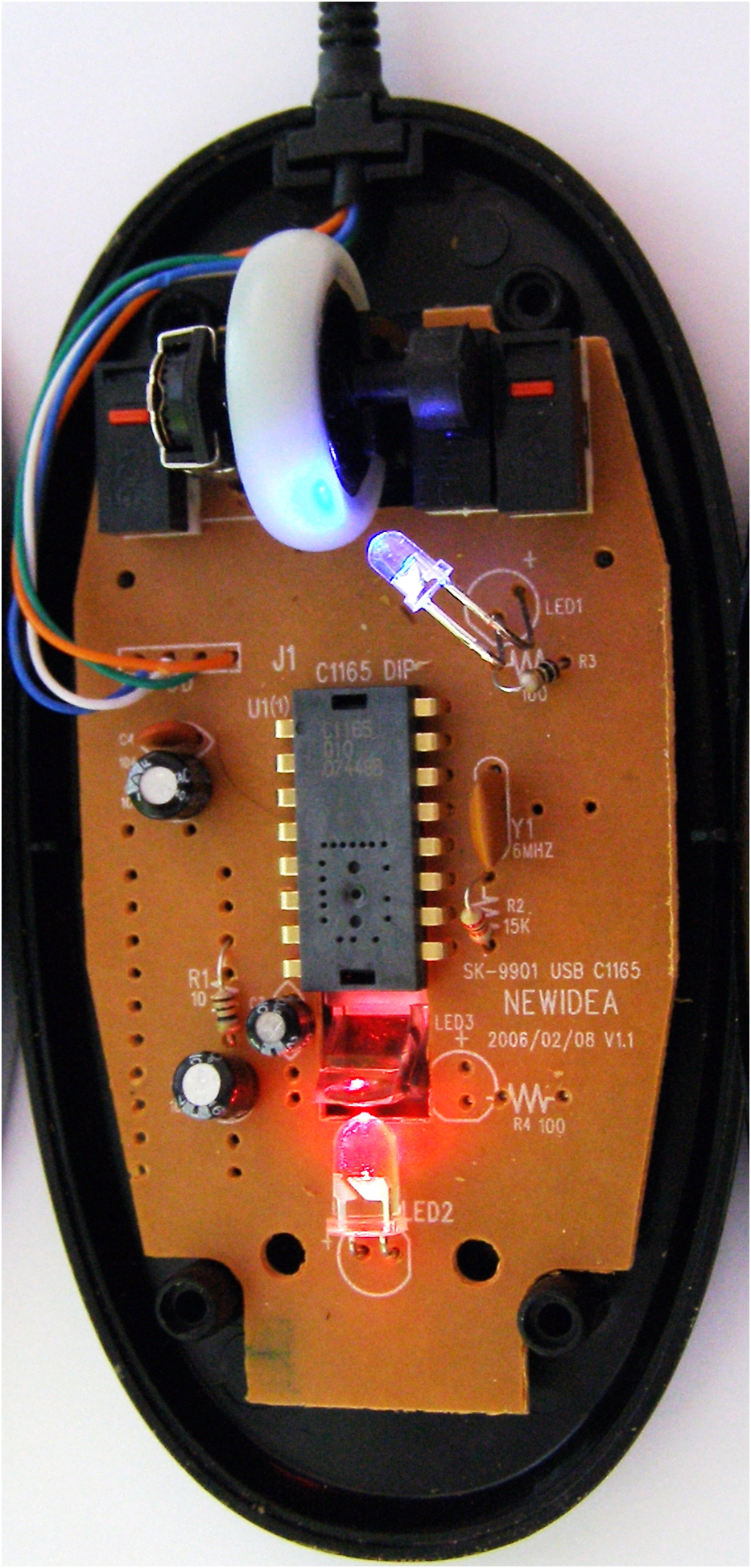
Chuột quang

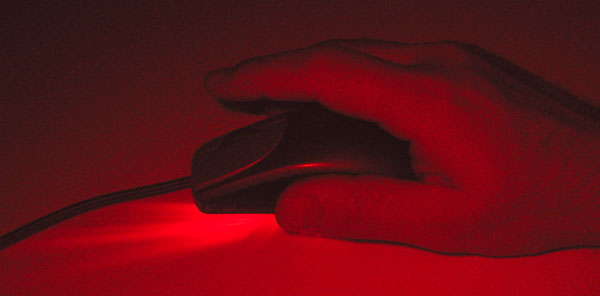

Chuột quang là một loại chuột máy tính phổ biến trên thế giới
Chuột quang hoạt động trên nguyên lý phát hiện phản xạ thay đổi của ánh sáng (hoặc laser) phát ra từ một nguồn cấp để xác định sự thay đổi toạ độ của con trỏ trên màn hình máy tính.
Ưu điểm của chuột quang:
- Độ phân giải đạt được cao hơn nên cho kết quả chính xác hơn so với chuột bi nếu sử dụng trên chất liệu mặt phẳng di chuột hợp lý (hoặc các bàn di chuyên dụng).
- Điều khiển dễ dàng hơn do không sử dụng bi.
- Trọng lượng nhẹ hơn chuột bi.
Nhược điểm của chuột quang thường là sự kén chọn mặt phẳng làm việc hoặc bàn di chuột, trên một số chuột quang không thể làm việc trên kính. Những nhược điểm này sẽ dần được khắc phục về thiết kế khi chuột quang sử dụng công nghệ laser.
Ngày nay chuột quang và các loại chuột khác đang dần thay thế chuột bi do chúng có nhiều ưu điểm và khắc phục các nhược điểm của chuột bi thường thấy ở trên.

### Chuột tích hợp
Ngoài các tính năng cộng thêm, các nút mở rộng trên chuột máy tính đã được sử dụng nhiều ngày nay nhiều hãng sản xuất đã cho ra đời các loại chuột tích hợp với các tính năng khác. Ví dụ: gần đây đã xuất hiện chuột máy tính có tính năng sử dụng như một bút chiếu laser trong các cuộc hội thảo. Nhưng chuột tích hợp không được phổ biến nhiều hơn chuột quang.

### Chuột không dây

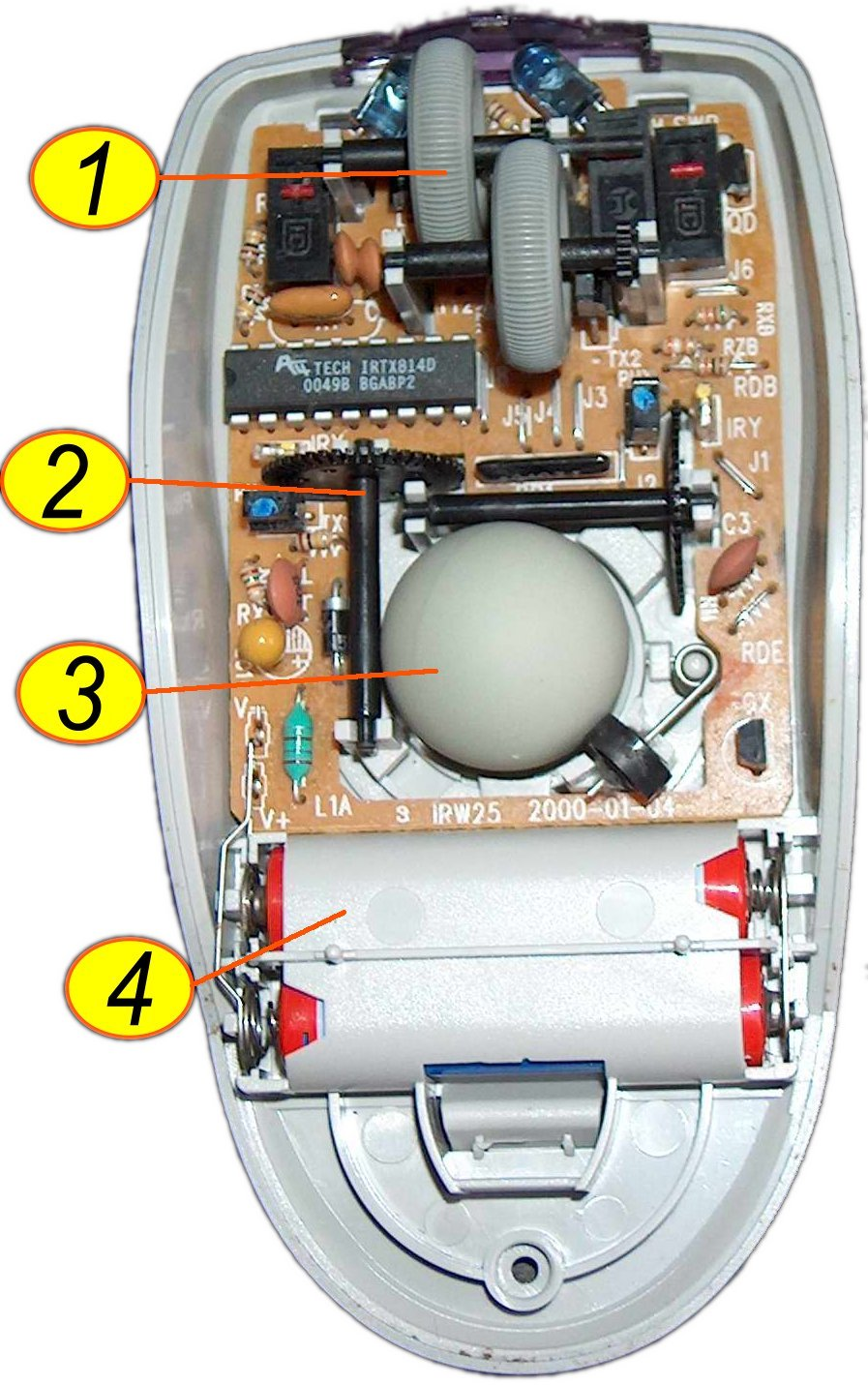
Chuột không dây sử dụng bi

Chuột không dây là chuột sử dụng sóng để kết nối không dây như bluetooth và NFC.

## Độ phân giải
Độ phân giải là một thông số kỹ thuật của chuột máy tính tính theo dpi, độ phân giải càng cao thì sự điều khiển chuột càng chính xác. Các chuột bi thường có độ phân giải thấp, chuột quang có độ phân giải cao hơn và có thể đạt đến 5600dpi đối với một số loại thiết kế cho game thủ.

## Các thiết bị thay thế chuột máy tính
Chuột máy tính có thể được thay thế bằng bàn di cảm ứng (touchpad) có chức năng điều khiển con trỏ máy tính trên màn hình. Dễ thấy nhất là các nút điều khiển các hướng trên máy tính xách tay đời trước đây và các chuột cảm ứng (touchpad) trên các máy tính xách tay hiện nay. Màn hình cảm ứng cũng có thể thay thế chuột máy tính trong các máy tính dùng hệ điều hành Windows Vista, Windows 7, Windows 8, Windows XP và các hệ điều hành khác cho phép. Và gần đây bàn di cảm ứng (touchpad) cũng đã được gắn vào bàn phím máy tính để sử dụng cùng lúc.

## Các phụ kiện kèm với chuột
- Bàn di (bàn chuột) làm tăng độ nhạy của chuột khi sử dụng.